# ワンダーウォール〜京都発地域ドラマ〜
『ワンダーウォール』は、NHK京都放送局制作による「京都発地域ドラマ」としてNHK BSプレミアムで2018年7月25日の21時から21時59分に放送された日本のテレビドラマ。廃寮の危機に瀕した京都の歴史ある学生寮「近衛寮」を舞台に、老朽化による建て替えを巡る大学側と寮生側との対立を描いた青春物語。
NHK総合テレビで9月17日の14時から14時59分に再放送された。
『ワンダーウォール 劇場版』（ワンダーウォール げきじょうばん）と題して映画化され、2020年4月10日より公開された。

## 企画・制作
連続テレビ小説『カーネーション』の脚本家渡辺あやが4年ぶりに脚本を描き下ろした作品である。百年以上の歴史のある「京宮大学」の自治寮「近衛寮」を舞台に、寮舎を補修しながら残したい寮側と、他の建物に建て替えたい大学側の対立を描いたフィクション。渡辺は本作執筆にあたり本作の設定と似た境遇に置かれた京都大学吉田寮を取材し、大学側と寮側の双方に言い分がある状況を一大学の問題として留めることなく、より普遍的な問題としてより多くの人へ問題提起できないかとして作品化された。
京都大学吉田寮の「寮生追い出し」問題を題材にしており、ドラマに描かれた状況と同じことが吉田寮では実際に起きている。
放送終了後にSNSで反響を呼び、NHK BSプレミアムにて8月25日に、NHK総合にて9月17日に再放送された。また9月には、キャラクターデザイン等を担当した澤田石和寛が写真家・澤寛として撮影したシナリオ付写真集『ワンダーウォール』が誠光社より発売、写真集発売を記念して劇中スチール写真を展示した『「ワンダーウォール」展』が開催された。

### ロケ地
- 旧鎌掛小学校（滋賀県蒲生郡日野町）[9] - 近衛寮の外観、寮の内部はセット撮影
- 京都府庁旧本館（京都府京都市上京区）[10] - 大学

## あらすじ
舞台は、京宮大学の学生寮、近衛寮である。築105年、かなり老朽化が目立つ木造建築である。
3回生のキューピー（須藤蓮）は、４年前高3の夏期講習の時、学生寄宿舎・近衛寮のことを知って、ここに入寮するために京宮大学に入ろうと思い立った。
学生たちの自治で運営される学生寮は、麻雀に明け暮れるやつやホコリを被って積み上げられてる本棚、書き込み一杯の掲示板、住み着いている野良猫に、大学の吹き溜まりのような毎日だ。1989年にベルリンの壁が壊された時、世界には国と国を隔てる壁は16しかなかったが、2018年には、建設途中のも含めて65もある。
そして、半年前、学生たちと大学との間に新たな壁ができた。2017年、学生部学生課の窓口に新たな壁が作られた。
寮の学生たちと大学の学生部学生課の間に、半年前、壁が作られたのだ。
対立の原因は、築105年になる近衛寮の建て替え問題、学生たちは補修存続が希望。交渉は既に10年を越えている。
寮生たちは代々団体交渉の記録を残し、大学との交渉のしかたを後輩に引き継いできた。
そして2017年12月、大学側は寮生に翌年9月に寮を明け渡すように命令する。さっそく寮生は学生課に抗議に行く。
3回生のキューピー、1回生のマサラ（三村和敬）らが学生課へ向かう。矢面に立つのは、4回生の三船。
学生課では仏頂面の中年女性、寺戸（山村紅葉）が、これまで学生たちを突っけんどに相手し、テトラポッドならぬテラドポットと陰口を叩かれてきた。
しかしその日、彼らの相手に出てきたのは、妙齢の女性。これまで抗議活動でのリーダー役だった三船が、彼女を見た途端、何も言わずに引き下がってしまう。寮に帰ったキューピーもマサラも憤懣やるかたない気分を抑えられない。マサラは説明を求めようと4回生の三船や志村を捜す。
そこへ何と、昼間の学生課の女性が三船に会いたいと寮を訪れる。彼女は志村の部屋に上がり、寝転がっていたドレッドも美女の登場に慌ててこたつを囲む。
彼女は実は三船の姉で、三船は姉を見て困って出て行ったのだった。
彼女は最近まで、同じ大学の大学院生だったいわゆる先輩、今は派遣社員。彼女は、学生たちは勝ち目がない、と打ち明ける。大学は老朽化を理由に寮の取り壊しを主張しているが、実は跡地の利用が目的だった。
医学部の研究棟を建てて、補助金を国から引き出すのが狙い、その金額が大きくて、寮のことなど眼中にないというのだ。
しかし、同時に彼女は寮生の闘争を励ます。経済至上主義のせいで自殺する学生が出ている。そしてオンボロ寮を学生が守ってきたのは、この寮が幸福というものに関係しているからに違いない。ドレッドが頑張りますと答える。
2019年．寮生の数は減ったがまだ近衛寮は存在している。3月に三船と志村は卒業していった。そして大学は15人の寮生を相手に訴訟を起こした。

## 登場人物
キューピー
演 - 須藤蓮
農学部三回生。寮を守りたい気持ちは強いものの、争いごとが苦手で、大学との交渉ではもっぱら記録係に徹している。
志村
演 - 岡山天音
理学部四回生。普段は無口だが、複雑な問題にも冷静に取り組み、細部にとらわれず全体を俯瞰する視座の高さを持っている。
マサラ
演 - 三村和敬
文学部一回生。小学校・中学校・高校を通じて友達がおらず、近衛寮に入ってはじめて「仲間っぽいもの」ができた。
三船康介
演 - 中崎敏
法学部四回生。酒と議論と喧嘩が得意で、大学との交渉でもつねに先頭に立っていた。しかしある時期から交渉に参加しなくなり、そのことが寮自治会にとって痛手になっている。
ドレッド
演 - 若葉竜也
工学部四回生。気ままな自由人。麻雀と茶道が得意。名前の由来はドレッドヘア。
三船香
演 - 成海璃子
学生課の窓口担当者。
寺戸敏子
演 ‐ 山村紅葉
学生課の窓口担当者。
一切表情を変えずに、まるであらゆる波をも吸収するように対応するため、愛称は「テラドポット（テトラポットのもじり）」。

## スタッフ
- 脚本 - 渡辺あや
- 音楽 - 岩崎太整
- 演出 - 前田悠希
- 助監督 - 田中諭
- 制作 - 赤井勝久
- 美術 - 山内浩幹
- 技術 - 東川和宏
- 音響効果 - 畑奈穂子
- 撮影 - 松宮拓
- 照明 - 宮西孝明
- 音声 - 中村真吾
- VE - 木山倫斉
- 映像技術 - 馬場良治
- 美術進行 - 長洲史雅
- 衣装 - 松本和子
- メイク - 福岡由美
- 茶道指導 - 仲宗根宏
- キャラクターデザイン - 澤田石和寛
- スチール写真 - 澤寛
- ビジュアルアートディレクター - 原耕一／七郎
- 編集 - 大庭弘之
- プロデューサー - 駒井幹士
- 制作統括 - 寺岡環
- 制作・著作 - NHK京都放送局

## 放送日程
NHK BSプレミアム
2018年7月25日 21:00-21:59
2018年8月25日 16:00-16:59
NHKワールド・プレミアム
2018年8月8日 19:46-20:45
NHK総合
2018年9月17日 14:00-14:59

## 関連商品
- シナリオ付写真集『ワンダーウォール』（2018年9月、誠光社）

## 映画
『ワンダーウォール 劇場版』（ワンダーウォール げきじょうばん）と題し、未公開カットを加えたディレクターズカット版が2020年4月10日より京都・出町座などで劇場公開された。

### スタッフ（映画）
- 監督：前田悠希
- 脚本：渡辺あや
- 音楽：岩崎太整
- 制作統括：寺岡環
- 撮影：松宮拓
- 照明：宮西孝明
- 録音：中村真吾
- 衣装：松本和子
- ヘアメイク：福岡由美
- 編集：大庭弘之
- サウンドデザイン：畑奈穂子
- キャラクターデザイン：澤田石和寛
- スチール：澤寛
- 宣伝美術：trout
- 劇場版プロデューサー：上野遼平
- 制作・著作：NHK
- 企画：2020「ワンダーウォール」上映実行委員会
- 配給・宣伝：SPOTTED PRODUCTIONS
- 宣伝協力：MAP